# براين رينر
براين رينر (بالإنجليزية: Bryn Renner)‏ هو لاعب كرة قاعدة أمريكي، ولد في 31 ديسمبر 1989 في ويست سبرينغفيلد في الولايات المتحدة.

## وصلات خارجية
- براين رينر على موقع مرجع كرة القدم المحترفة.كوم (الإنجليزية)